# Распадори, Джакомо
Джако́мо Распадо́ри (итал. Giacomo Raspadori; род. 18 февраля 2000, Бентивольо, Эмилия-Романья) — итальянский футболист, нападающий испанского клуба «Атлетико Мадрид» и сборной Италии. Чемпион Европы 2020 года. Участник двух чемпионатов Европы (2020 и 2024).

## Клубная карьера
Распадори — воспитанник клубов «Прогресо» и позже «Сассуоло». 26 мая 2019 года в матче против «Аталанты» он дебютировал в итальянской Серии A. 11 июля 2020 года в поединке против «Лацио» Джакомо забил свой первый гол за «Сассуоло».
11 августа 2025 года перешёл в испанский клуб «Атлетико Мадрид», контракт заключён на 5 лет. По информации издания «Marca» стоимость трансфера составила €21 млн плюс бонусы.

## Международная карьера
В 2019 году в составе юношеской сборной Италии Распадори принял участие в юношеском чемпионате Европы в Армении. На турнире он сыграл в матчах против команд Португалии, Армении и Испании. В поединке против армян Джакомо забил гол.
В 2021 году Распадори в составе молодёжной сборной Италии принял участие в молодёжном чемпионате Европы в Венгрии и Словении. На турнире он сыграл в матчах против команд Чехии, Словении, Испании и Португалии. В поединке против словенцев Джакомо забил гол.
4 июня 2021 года в товарищеском матче против сборной Чехии Распадори дебютировал за сборную Италии. В том же году Джакомо выиграл чемпионат Европы. На турнире он сыграл в матче против сборной Уэльса. 8 сентября в отборочном матче чемпионата мира 2022 против сборной Литвы Джакомо забил свой первый гол за национальную команду.

## Статистика

### Клуб
| Выступления      | Выступления      | Выступления      | Чемпионат | Чемпионат | Национальный кубок | Национальный кубок | Еврокубки | Еврокубки | Всего | Всего |
| Клуб             | Лига             | Сезон            | Игры      | Голы      | Игры               | Голы               | Игры      | Голы      | Игры  | Голы  |
| ---------------- | ---------------- | ---------------- | --------- | --------- | ------------------ | ------------------ | --------- | --------- | ----- | ----- |
| Сассуоло         | Серия A          | 2018–19          | 1         | 0         | —                  | —                  | —         | —         | 1     | 0     |
| Сассуоло         | Серия A          | 2019–20          | 11        | 2         | 2                  | 0                  | —         | —         | 13    | 2     |
| Сассуоло         | Серия A          | 2020–21          | 27        | 6         | 1                  | 0                  | —         | —         | 28    | 6     |
| Сассуоло         | Серия A          | 2021–22          | 29        | 9         | 1                  | 0                  | —         | —         | 30    | 9     |
| Всего за карьеру | Всего за карьеру | Всего за карьеру | 68        | 17        | 4                  | 0                  | 0         | 0         | 72    | 17    |

### Статистика за сборную
| Сборная | Год   | Игры | Голы |
| ------- | ----- | ---- | ---- |
| Италия  | 2021  | 7    | 1    |
| Италия  | 2022  | 2    | 2    |
| Всего   | Всего | 9    | 3    |

### Голы за сборную Италии
| #   | Дата            | Место                                           | Противник | Счёт | Результат | Соревнование                      |
| --- | --------------- | ----------------------------------------------- | --------- | ---- | --------- | --------------------------------- |
| 01. | 8 сентября 2021 | Мапеи, Реджо-нель-Эмилия, Италия                | Литва     | 3:0  | 5:0       | Чемпионата мира 2022 квалификация |
| 02. | 29 марта 2022   | Конья Бююкшехир Беледие Стадиуму, Конья, Турция | Турции    | 2:1  | 3:2       | Товарищеский матч                 |
| 03. | 29 марта 2022   | Конья Бююкшехир Беледие Стадиуму, Конья, Турция | Турции    | 3:1  | 3:2       | Товарищеский матч                 |

## Достижения
«Наполи»
- Чемпион Италии (2): 2022/23, 2024/25

Сборная Италии
- Чемпион Европы: 2020

## Государственные награды
- Кавалер ордена «За заслуги перед Итальянской Республикой» (16 июля 2021) — в знак признания спортивных ценностей и национального духа, которые вдохновили итальянскую команду на победу на чемпионате Европы по футболу 2020[17][18]